# K2-18
K2-18, còn được gọi là EPIC 201912552, là một ngôi sao lùn đỏ nằm trong chòm sao Sư Tử (Leo), cách Trái Đất 124 năm ánh sáng (38 pc). Ngôi sao này có một ngoại hành tinh, được gọi là K2-18b, một siêu trái đất nằm trong vùng có thể ở được của K2-18. Đây là ngoại hành tinh đầu tiên trong vùng có thể ở được có nước được phát hiện trong bầu khí quyển của nó. Ngôi sao này cũng có hành tinh thứ hai K2-18c.